# Aernout Smit
Pour les articles homonymes, voir Smit et Aernout.
Aernout Smit, né en 1641 ou en 1642 est un peintre de marine de l’âge d'or de la peinture néerlandaise notamment connu pour ses tableaux représentant la marine de la république des Provinces-Unies lors du siècle d'or néerlandais.

## Biographie
Aernout Smit est né à Nieuwpoort. La plupart des œuvres de Smit dépeignant entre 1667 et 1678. Sa peinture évolue et est influencée par le style du peintre de marine Ludolf Bakhuizen.
Il décède en 1710 à Amsterdam et y est inhumé le 20 juillet 1710. 